# 凤头黍属
凤头黍属（学名：Acroceras）是禾本科下的一个属，为一年生或多年生草本植物。该属共有约15种，分布于热带地区。

## 下属物种
- 凤头黍 Acroceras munroanum (Balansa) Henr.